# Buona fortuna (Alex Britti)
Buona fortuna è un brano musicale del cantautore italiano Alex Britti, pubblicato nel 2009 come secondo singolo dell'album .23.

## Tracce
1. Buona fortuna – 5:46